# Poncin
Poncin ist eine französische Gemeinde mit 1766 Einwohnern (Stand 1. Januar 2022) im Département Ain in der Region Auvergne-Rhône-Alpes. Sie gehört zum Kanton Pont-d’Ain im Arrondissement Nantua.

## Geographie
Die Gemeinde Poncin liegt auf 263 m im südlichen französischen Jura-Gebirge, etwa 19 Kilometer südöstlich der Präfektur Bourg-en-Bresse und 57 Kilometer nordöstlich der Stadt Lyon (Luftlinie). Die Fläche des 19,77 km² großen Gemeindegebiets umfasst einen Abschnitt des Ain-Tals im Bugey. Der Ort liegt am linken Ain-Ufer an der Stelle, an der der Bach Veyron aus der Schlucht von Cerdon in den Ain mündet. Die höchste Erhebung ist der Berg Les Roches oberhalb vom Weiler La Cueille.
Außer der Ortschaft Poncin gibt es auf dem Gemeindegebiet noch die folgenden Weiler (von Norden nach Süden):
- Allement (286 m) flussaufwärts am rechten Ain-Ufer
- La Cueille (310 m) genau gegenüber von Allement auf einer Anhöhe am linken Ain-Ufer
- Champeillon (262 m) an der Straße von Poncin nach La Cueille
- Avrillat (357 m) in den Ausläufern der Hochfläche von Saint-Alban
- Leymiat (278 m) auf einer Ebene am Eingang der Schlucht von Cerdon
- Ménestruel (299 m) südlich der Eben zwischen Poncin und Leymiat
- Breignes (375 m)  an den Ausläufern der Hochfläche von Mérignat.

Nachbargemeinden von Poncin sind Bohas-Meyriat-Rignat, Hautecourt-Romanèche, Serrières-sur-Ain und Challes-la-Montagne im Norden, Saint-Alban, Cerdon und Mérignat im Osten, Jujurieux im Süden sowie Neuville-sur-Ain im Westen.

## Geschichte

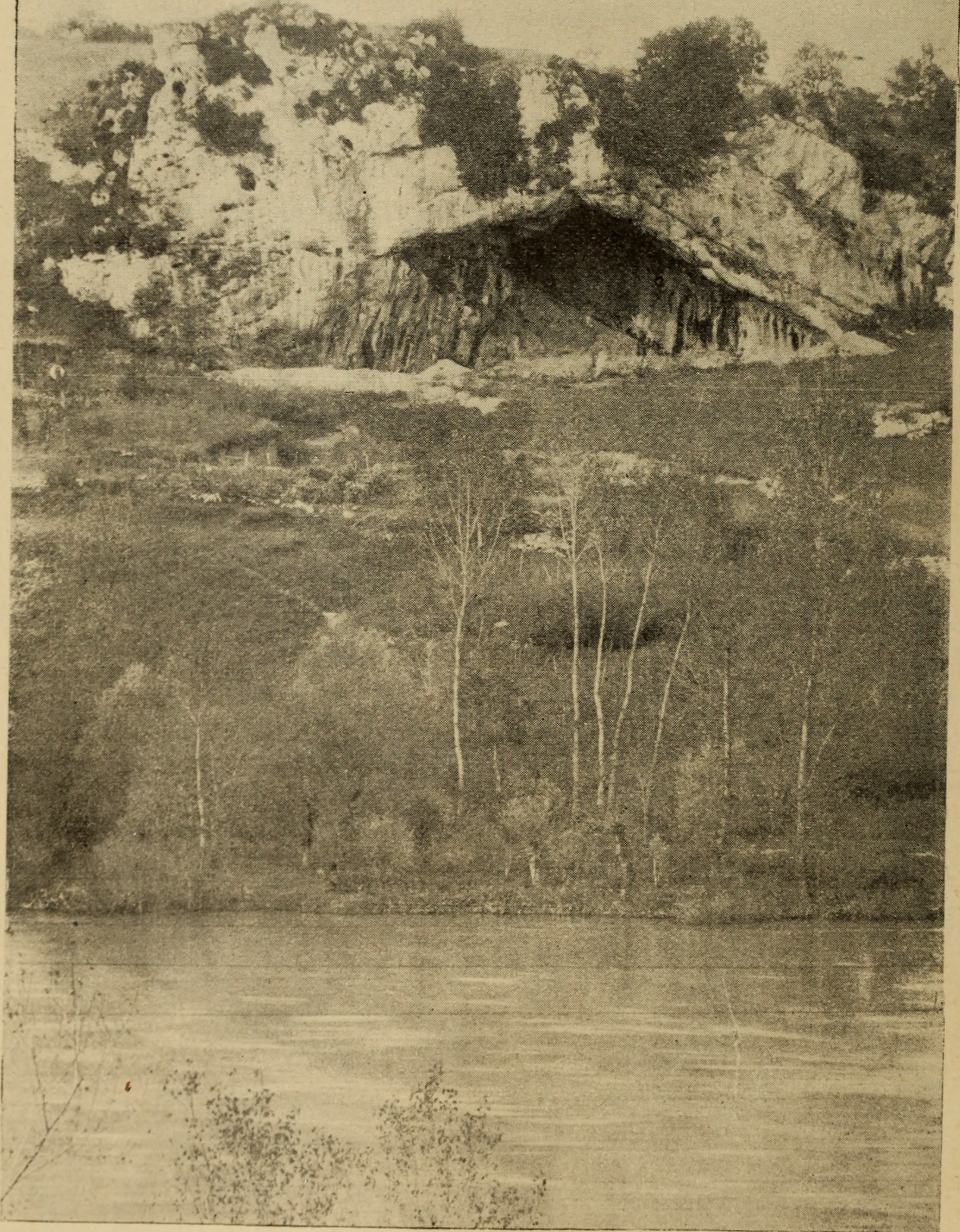
Grotte de la Colombière

Das Gebiet von Poncin ist mindestens seit der Bronzezeit ständig besiedelt gewesen, was systematische Ausgrabungen im Abri Gay nachgewiesen haben. An anderen Stellen der Gemeinde wurden bronzene Nadeln und Beile gefunden. Von mehreren Villen aus gallo-römischer Zeit wurden Fundamente freigelegt.
Schon zu Beginn des 6. Jahrhunderts existierte eine Pfarrei in Poncin, die in mittelalterlichen Urkunden als Poncins und Pontianum erwähnt wurde. Das Gemeindegebiet gehörte im 12. Jahrhundert zu den Besitztümern des Hauses Coligny und ging um 1185 an die Herren von Thoire-Villars über, die dort eine Burg errichteten. Die Grafen von Savoyen übernahmen nach dem Tod des letzten Thoire-Villars schließlich die Oberhoheit über Poncin. Mit dem Vertrag von Lyon gelangte das gesamte Bugey im Jahre 1601 an Frankreich.

## Bevölkerung
| Jahr                       | 1962 | 1968 | 1975 | 1982 | 1990 | 1999 | 2006 | 2012 | 2021 |
| -------------------------- | ---- | ---- | ---- | ---- | ---- | ---- | ---- | ---- | ---- |
| Einwohner                  | 1157 | 1210 | 1115 | 1144 | 1229 | 1360 | 1550 | 1687 | 1729 |
| Quellen: Cassini und INSEE |      |      |      |      |      |      |      |      |      |

Mit 1766 Einwohnern (Stand 1. Januar 2022) gehört Poncin zu den kleineren Gemeinden des Départements Ain. Nachdem die Einwohnerzahl in der ersten Hälfte des 20. Jahrhunderts etwas abgenommen hatte (1901 wurden noch 1675 Personen gezählt), steigt sie seit den 1990er Jahren wieder leicht an. Die Ortsbewohner von Poncin heißen auf Französisch Poncinois(es).

## Sehenswürdigkeiten
Das heutige Schloss von Poncin ist ein Gebäude aus dem 19. Jahrhundert, steht aber innerhalb der Wehrmauern, die die Thoire-Villars im Mittelalter als Teil ihrer Burg anlegen ließen. Diese Burg wurde 1601 abgerissen und im 18. Jahrhundert durch ein Schloss ersetzt, das während der französischen Revolution schwer beschädigt wurde. Teile der Befestigungsmauern sowie der Terrassen und Gärten sind als monument historique eingetragen. Flussaufwärts im Ain-Tal an der Spitze des Weilers La Cueille steht das Château de la Cueille. Das Gebäude wurde im 13. Jahrhundert von den Herren von Coligny errichtet und im 16. sowie 19. Jahrhundert umgestaltet.
Als modernes Bauwerk befindet sich einige hundert Meter nördlich des alten Ortskerns die 1986 fertiggestellte Hohlkastenbrücke der Autobahn A40. Sie führt mit einer Hauptspannweite von 155 m über den Fluss Ain.

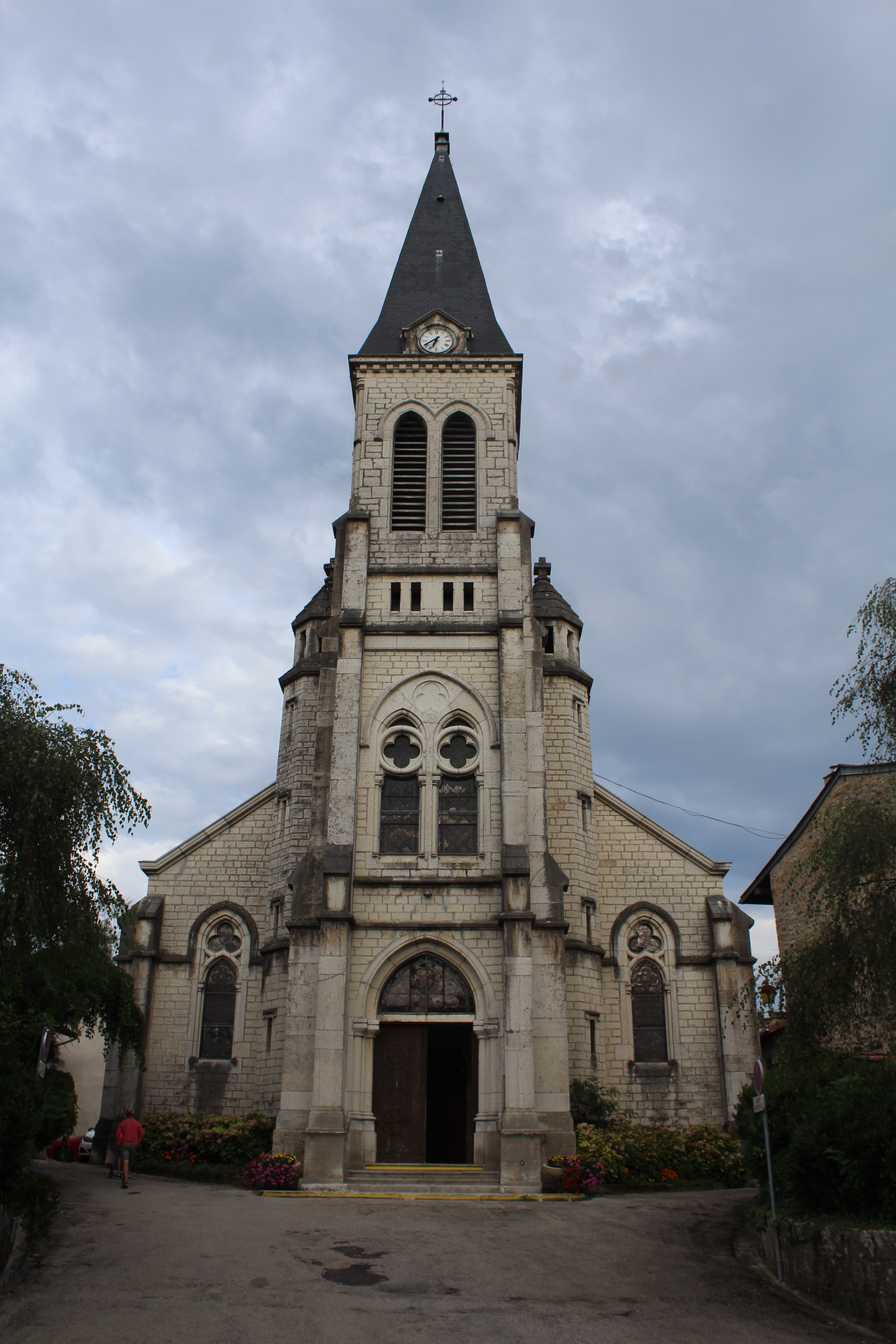
Kirche Saint-Martin
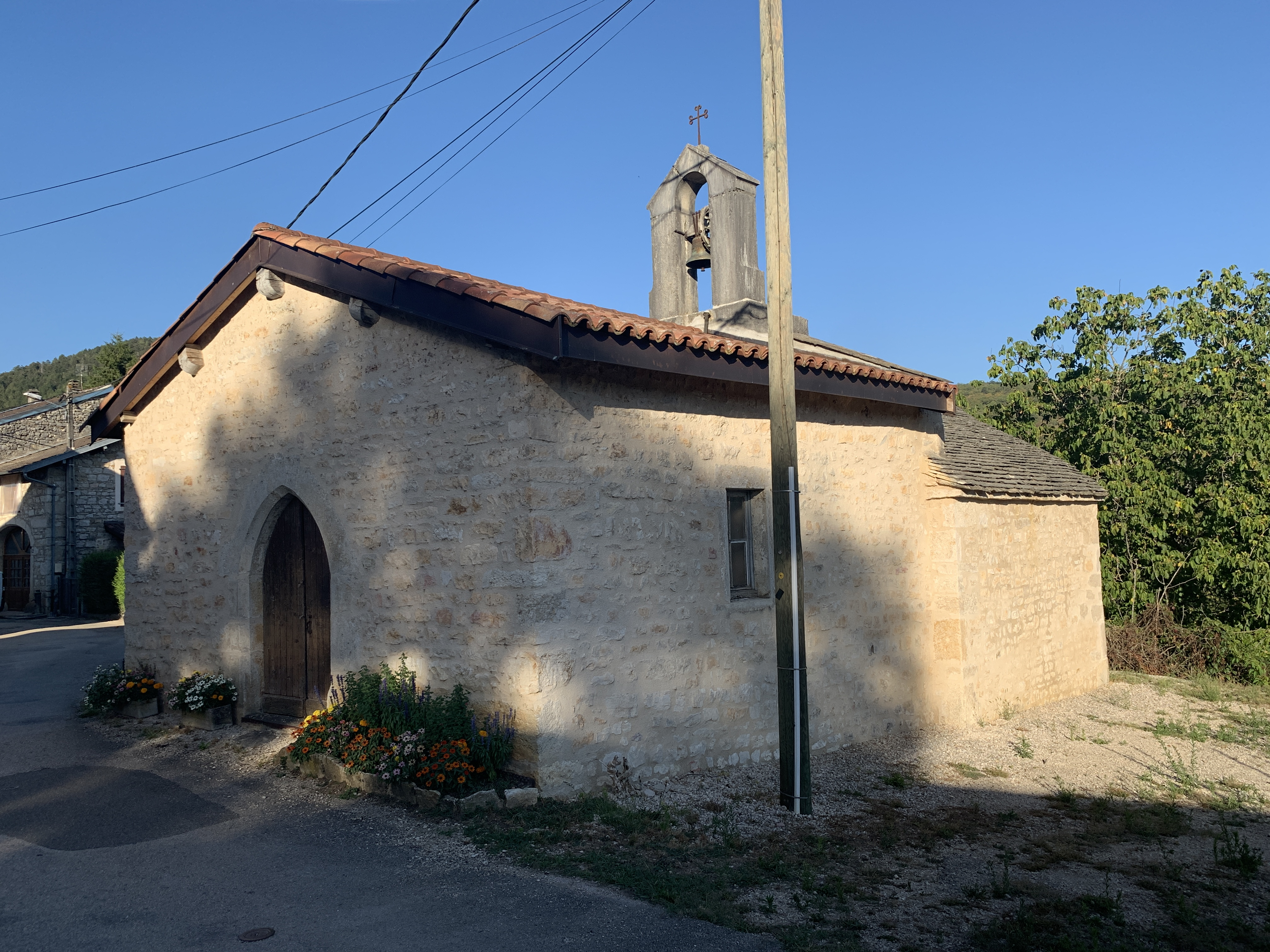
Kapelle Sainte-Madeleine
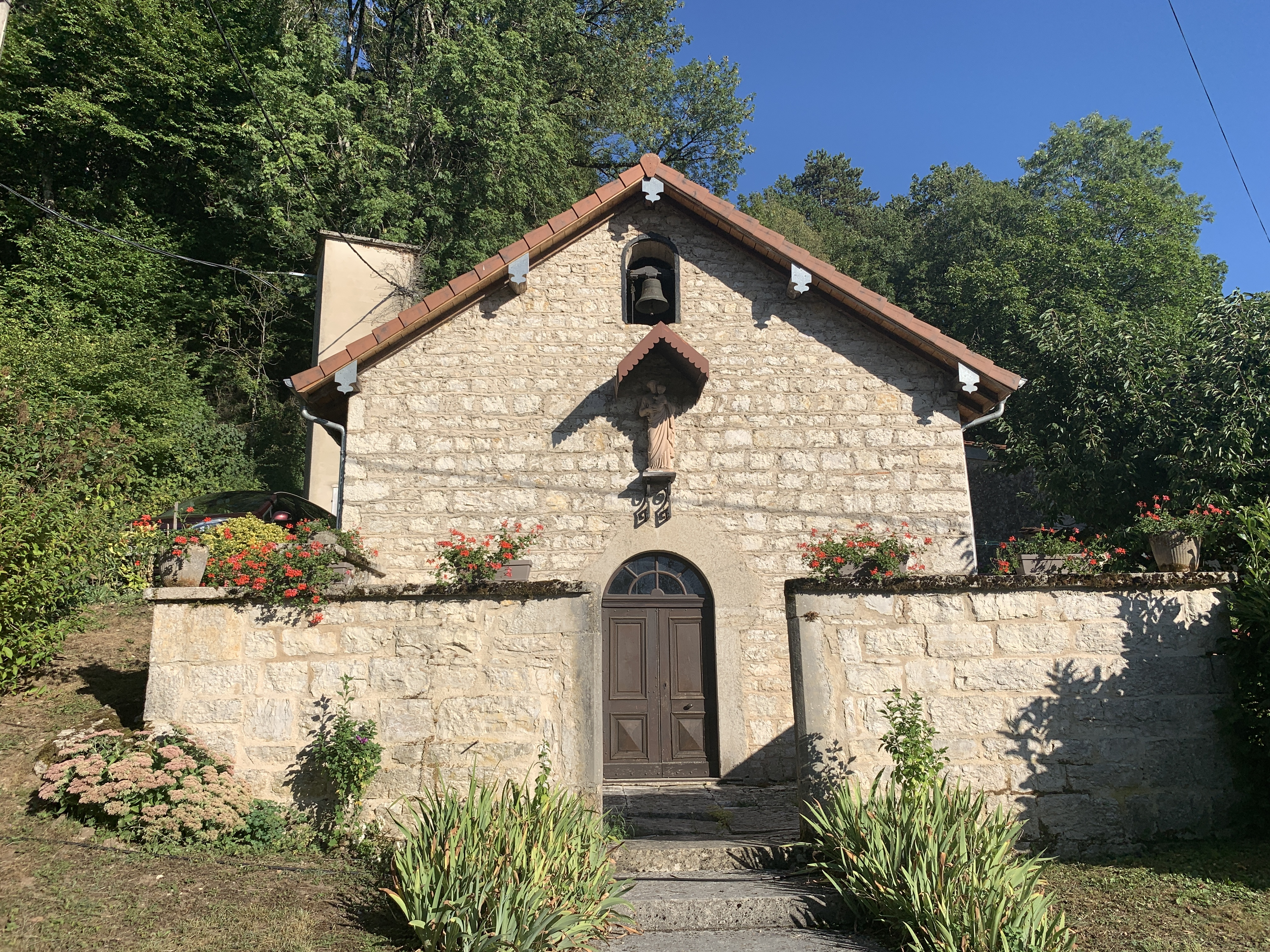
Kapelle Saint-Joseph
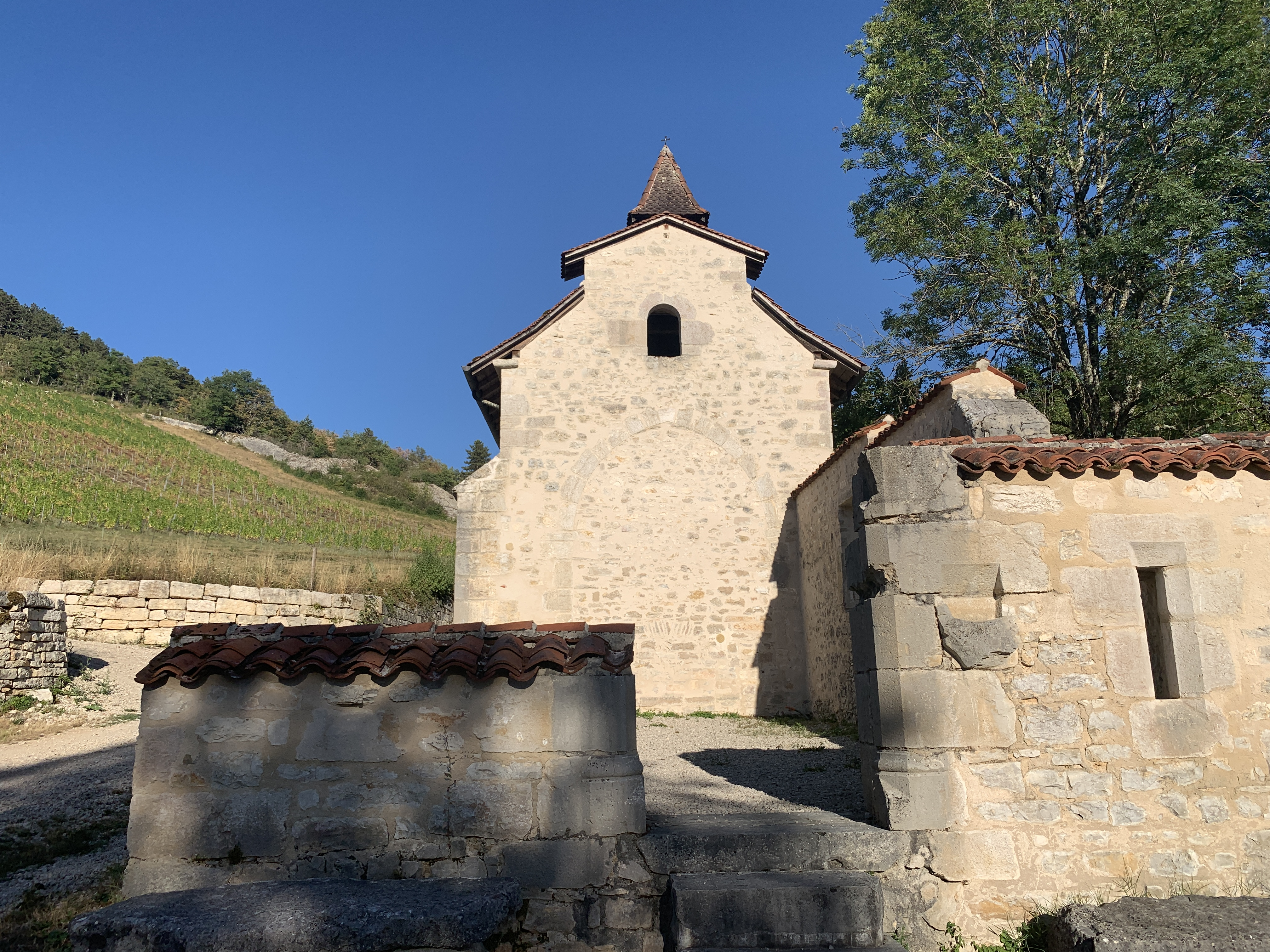
Kapelle Saint-Antoine
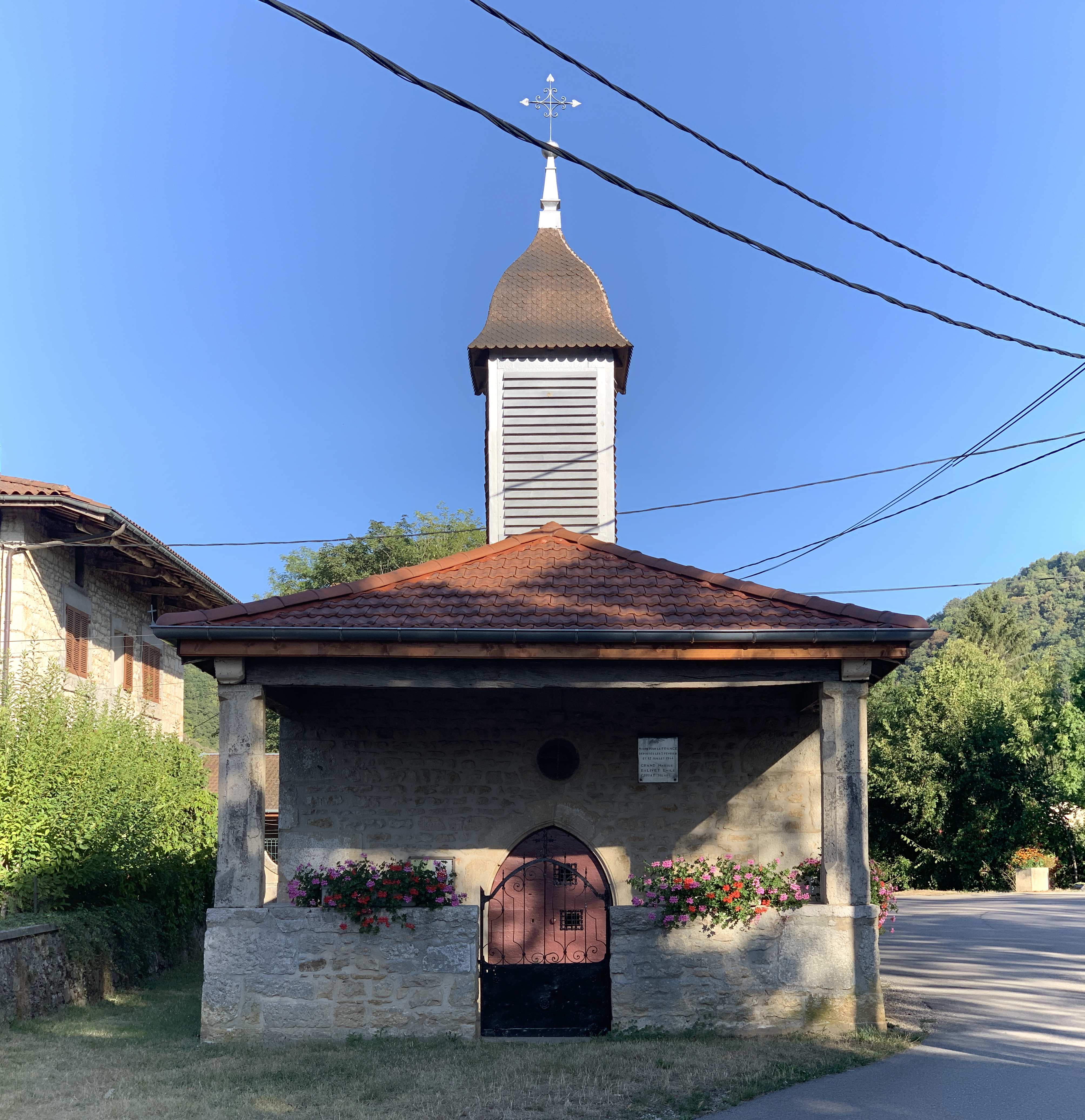
Kapelle Saint-Christophe
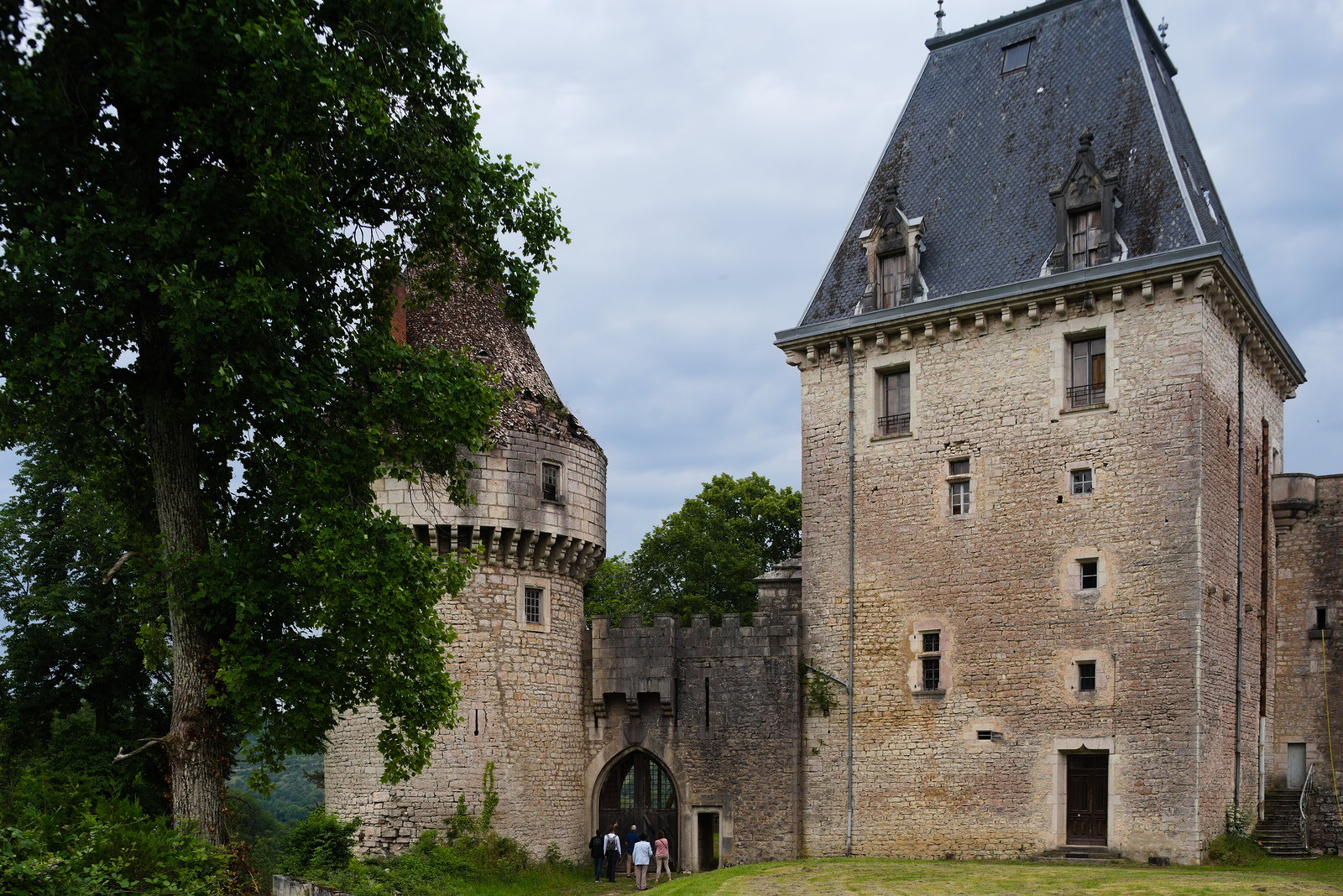
Château de la Cueille
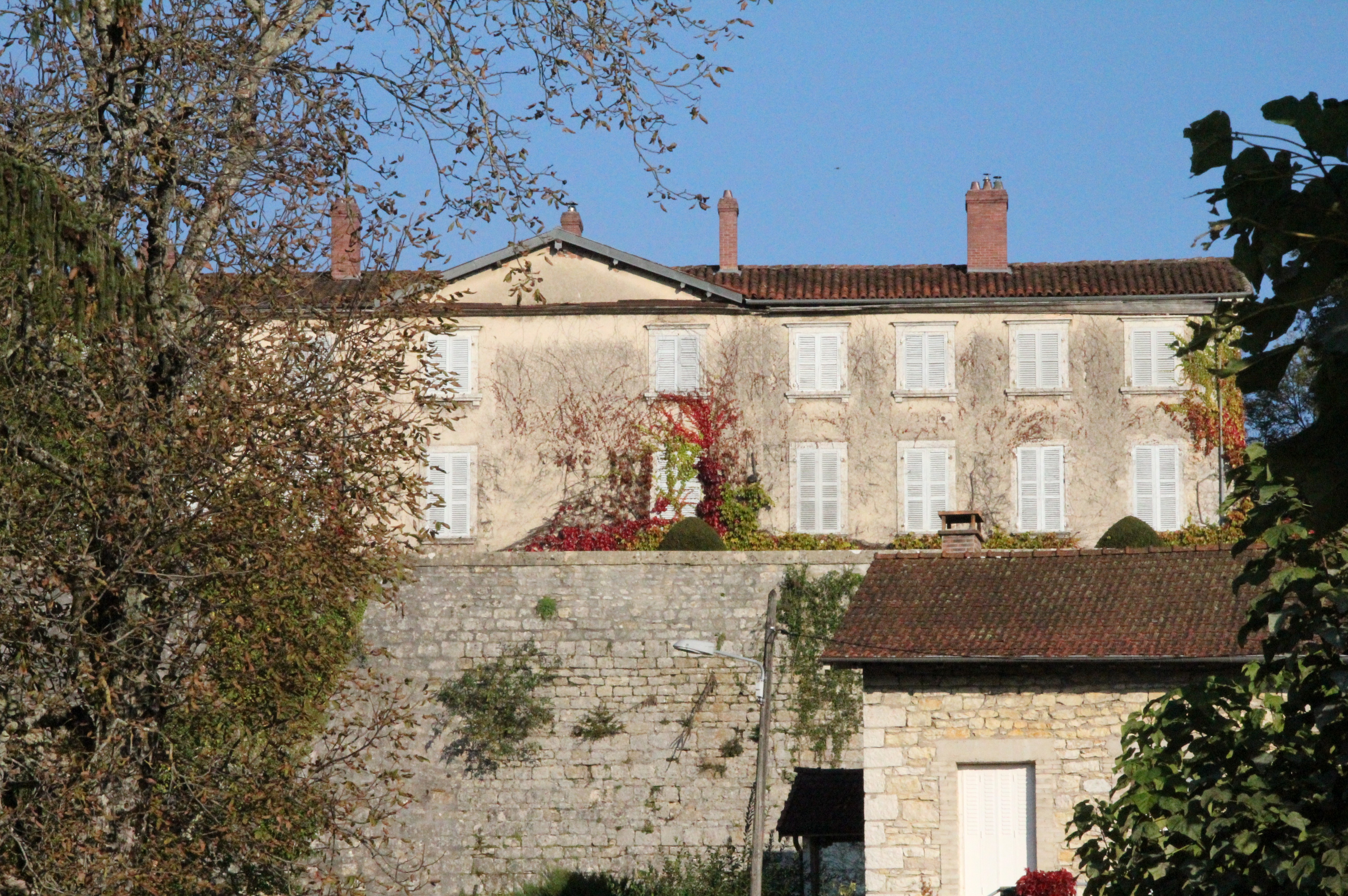
Schloss von Poncin
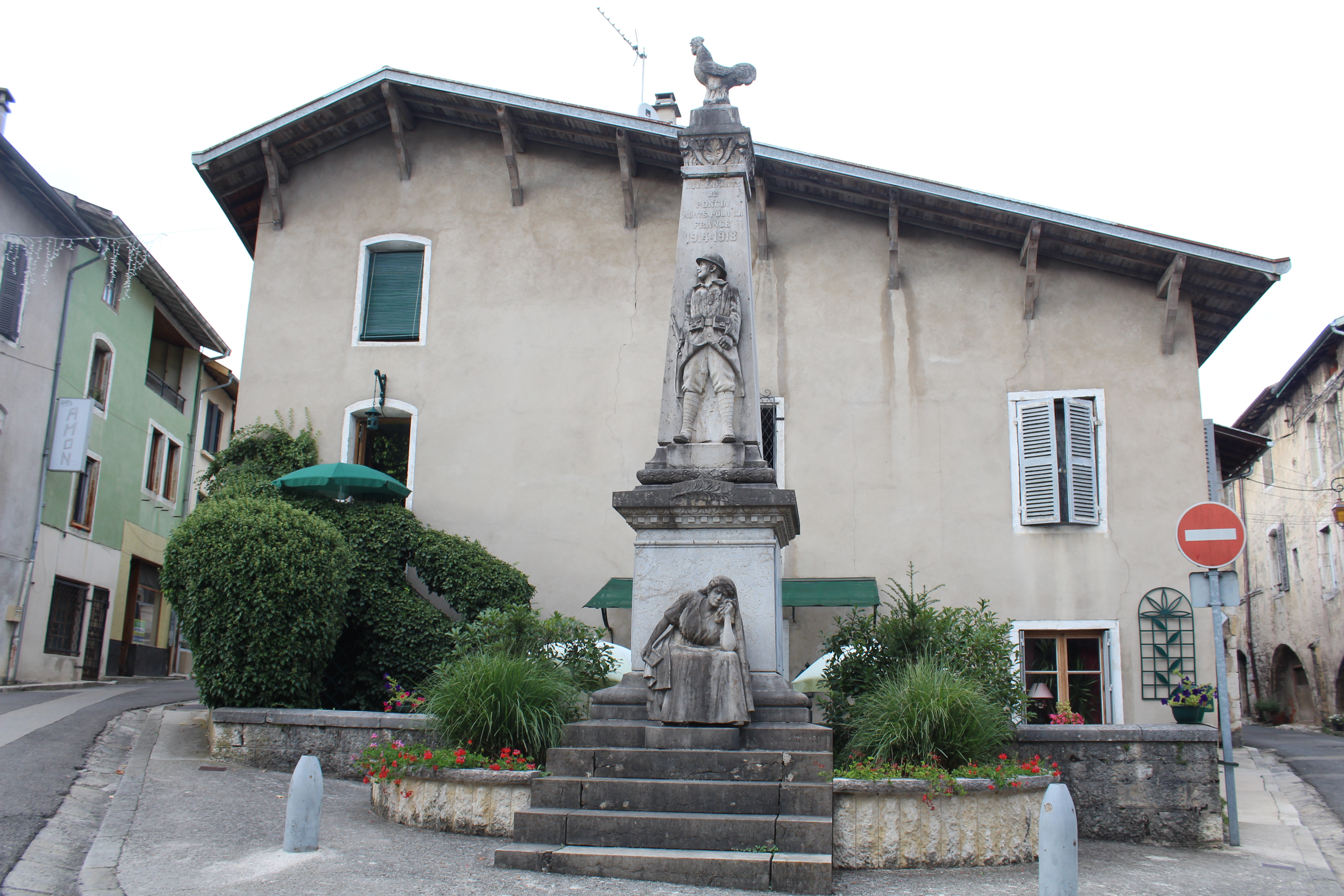
Gefallenendenkmal

## Wirtschaft und Infrastruktur
Poncin war bis weit ins 20. Jahrhundert hinein ein durch die Landwirtschaft geprägtes Dorf. Heute gibt es im Ort sowohl eine größere Anzahl Kleinbetriebe wie auch einen Industriebetrieb mit einigen hundert Angestellten, den Hersteller von Markiermaschinen und Spezialdruckmaschinen Tiflex. Ein großer Teil der erwerbstätigen Bevölkerung sind außerdem Wegpendler, die in den größeren Ortschaften der Umgebung ihrer Arbeit nachgehen. Auf dem Gemeindeboden wird bis heute Weinbau betrieben, und zwar in den Hanglagen bei den Weilern Breignes und Leymiat. Es werden vor allem die zur geschützten Herkunftsbezeichnung Cerdon benötigten Sorten Poulsard und Gamay angebaut. Von den 28 landwirtschaftlichen Betrieben (Stand 2010) in der Gemeinde sind etwa die Hälfte Winzer.
Die Departementsstraße D1084 durchquert den Ort. Sie verbindet Nantua mit Pont-d’Ain und ist auch Teil der Landstraßenverbindung zwischen Lyon und der Westschweiz. Die in Poncin beginnende D91 folgt dem Flusslauf des Ain über 30 Kilometer bis nach Matafelon-Granges. Die Autobahn A40 verläuft ebenfalls durch das Gemeindegebiet, hat aber dort keine Anschlussstellen. Eine Auffahrt zur A42 befindet sich etwa 9 Kilometer entfernt in Pont-d’Ain.
In Poncin befinden sich eine Vorschule (école maternelle), zwei staatliche Grundschulen (école élémentaire, davon eine mit eingegliederter Vorschule) und eine Gesamtschule (collège).

## Persönlichkeiten
- Marie-François Firmin-Girard (1838–1921), Genre- und Landschaftsmaler